# Паоло Джовио
Паоло Джовио (на италиански: Paolo Giovio) е италиански историк, духовник и лекар.
Роден е на 19 април 1483 година в Комо в семейството на нотариус. През 1511 година завършва медицина в Падуанския университет и известно време работи като лекар, след 1513 година е в Рим, където преподава етика и естествена философия в Римския университет. Той е личен лекар на кардинал Джулио де Медичи, който през 1523 година става папа под името Климент VII. През 1528 година става епископ на Ночера де Пагани, пише многотомна история и сборник с биографии на известни личности.
Паоло Джовио умира на 11 декември 1552 година във Флоренция.